# Building Vânju Mare
 Building Vânju Mare a fost o echipă de fotbal din Vânju Mare, județul Mehedinți, Oltenia, România, desființat în anul 2009. Ultima dată a evoluat în Liga a III-a.CS Building Vânju Mare s-a înființat în vara anului 2002, prin fuziunea dintre nou-promovata în Divizia C AS Real Vânju Mare și divizionara D mehedințeană Constructorul Dr. Tr. Severin. În cele șapte sezoane de existență, CS Builing a activat în eșalonul trei în edițiile 2002-2003 (locul 2), 2005-2006 (locul 1), 2007-2008 (locul 7) și 2008-2009 (locul 5), iar în Divizia B în sezoanele 2003-2004 (locul 12), 2004-2005 (locul 14) și 2006-2007 (locul 15). 

## Foști Jucători
- Adrian Nedelcea
- Andrei Enescu
- Ilie Anton
- Zdrâncă Emil Daniel
- Daniel Donoata
- Iulian Babas
- Florin Faget
- Florin Drăcea
- Mihai Schintee
- Ovidiu Brehui
- Lucian Zamfir
- Cosmin Seinu
- Dănuț Doran
- Constantin "Tica" Gadaleanu
- Nicusor Poenaru
- Sîrboiu Mihai